# 세이부 다마코선
다마코 선(일본어: 多摩湖線, たまこせん)은 세이부 철도가 운영하는 노선 가운데 하나이다. 일본 도쿄도 고쿠분지시 고쿠분지역과 히가시야마토시 세이부 유원지 역을 잇는다.

## 역사
- 1928년 4월 6일 : 다마코 철도 다마코 선 개통(고쿠분지 역 - 하기야마 역(4.4km)).
- 1928년 11월 2일 : 고다이라 선 하기야마 역 - 혼코다이라 역(지금의 고다이라 역) 구간 개통.
- 1930년 1월 23일 : 하기야마 역 - 무라야마 저수지 역(지금의 무사시야마토 역. 당시 임시 승강장) 구간 개통.
- 1930년 5월 7일 : 고쿠분지 역 - 무라야마 저수지 역(임시 승강장) 구간 전철화(직류 600V).
- 1932년 8월 15일 : 하기야마 역 - 혼코다이라 역 구간 전철화(직류 600V).
- 1936년 12월 30일 : 무사시야마토 역 - 무라야마 저수지 역 구간 개통. 무사시 야마토 역 이전.
- 1940년 3월 12일 : 무사시노 철도와 합병.
- 1955년 3월 18일 : 고다이라 역 - 하기야마 역 구간 직류 1500V로 승압.
- 1958년 9월 16일 : 하기야마 역 - 다마 호역(지금의 세이부 유원지 역) 구간 직류 1500V로 승압. 신주쿠 선과 직결 운행 실시.
- 1961년 9월 21일 : 고쿠분지 역 - 하기야마 역 구간 직류 1500V로 승압.
- 1962년 9월 1일 : 고다이라 역 - 하기야마 역 구간 조스이 선(지금의 하이지마 선)으로 편입.

## 운행 형태
세이부 유원지 역까지 가는 열차는 대체로 고다이라 역에서 출발하는 열차이며, 고쿠분지역에서 출발하는 열차는 대체로 늦은 오후나 저녁에 있다. 또한 세이부 신주쿠 역에서 출발하는 급행열차가 주말이나 휴일에 있으며, 평일 아침에는 세이부 유원지 역에서 출발하여 세이부 신주쿠 역까지 운행하는 급행이 있다.
고쿠분지역에서 출발하는 열차는 기본적으로 하기야마 역까지 운행한다.

## 차량
- 신2000계(임시투입)
- 9000계

## 역 목록

### 정차역 목록
| 역 이름          | 일본어 이름 | 거리 (km) | 급행 열차 | 접속 노선                           | 소재지 | 소재지           |
| ---------------- | ----------- | --------- | --------- | ----------------------------------- | ------ | ---------------- |
| 고쿠분지         | 国分寺      | 0.0       |           | 고쿠분지 선, 주오 쾌속선(주오 본선) | 도쿄도 | 고쿠분지시       |
| 혼마치 신호장    | 本町信号場  | 1.2       |           | 고다이라시                          | 도쿄도 |                  |
| 히토쓰바시가쿠엔 | 一橋学園    | 2.4       |           | 고다이라시                          | 도쿄도 |                  |
| 오메 가도        | 青梅街道    | 3.4       |           | 고다이라시                          | 도쿄도 |                  |
| 하기야마         | 萩山        | 4.6       | ●         | 하이지마 선(급행만 직결 운행)       | 도쿄도 | 히가시무라야마시 |
| 야사카           | 八坂        | 5.6       | ●         |                                     | 도쿄도 | 히가시무라야마시 |
| 메구리타 신호장  | 回田信号場  | 7.0       | ｜        |                                     | 도쿄도 | 히가시무라야마시 |
| 무사시야마토     | 武蔵大和    | 8.1       | ●         |                                     | 도쿄도 | 히가시무라야마시 |
| 다마코           | 多摩湖      | 9.2       | ●         | 야마구치 선                         | 도쿄도 | 히가시무라야마시 |

- 오메 가도 역에서 걸어서 10분정도 거리에 무사시노 선(동일본 여객철도)의 신코다이라역이 있다.(걸어서 환승 가능)

### 폐역 목록
- 히가시코쿠분지 역 : 고쿠분지 역과 히토쓰바시가쿠엔 역 사이에 위치. 1954년 폐역.
- 사쿠라즈쓰미 역 : 고쿠분지 역과 히토쓰바시가쿠엔 역 사이에 위치. 1953년 폐역.
- 히토쓰바시 대학역 : 1966년에 히토쓰바시가쿠엔 역과 통합.
- 고다이라가쿠엔 역 : 1966년에 히토쓰바시가쿠엔 역과 통합.
- 고세이무라 역 : 히토쓰바시가쿠엔 역과 오메 가도 역 사이에 위치. 1953년 폐역.